# تورستن توره رنوال
تورستن توره رنوال (انگلیسی: Torsten Thure Renvall; ۲۳ اکتبر ۱۸۱۷ – ۱۶ اکتبر ۱۸۹۸) سیاستمدار، کشیش، روزنامه‌نگار، و اسقف اعظم اهل دوک‌نشین بزرگ فنلاند بود.